# Kaoru (imię)
Kaoru (jap. かおる, カオル, rzadziej かほる, かをる) – imię japońskie noszone zarówno przez kobiety, jak i przez mężczyzn.

## Możliwa pisownia
Kaoru można zapisać używając wielu różnych znaków kanji i może znaczyć m.in.:
- 薫[1]/郁/芳 – „aromat”, często u kobiet i u mężczyzn
- 馨/香 – „aromat”, częściej nadawane kobietom

## Znane osoby
- Kaoru Fujino (かほる), japoński seiyū
- Kaoru Ikeya (薫), japoński astronom amator
- Kaoru Ishikawa (馨), japoński teoretyk zarządzania, chemik
- Kaoru Mori (薫), japońska mangaka
- Kaoru Niikura, gitarzysta japońskiego zespołu Dir en Grey
- Kaoru Shintani (かおる), japoński mangaka
- Kaoru Yosano (馨), japoński polityk, wielokrotny minister
- Kaoru Sugayama (かおる), japońska siatkarka

## Fikcyjne postacie
- Kaoru Awayuki (薫), bohater mangi i anime Prétear
- Kaoru Hitachiin (馨), bohater mangi i anime Ouran High School Host Club
- Kaoru Hanabishi (薫), główny bohater mangi i anime Ai yori aoshi
- Kaoru Kaidō (薫), bohater mangi i anime Tennis no ōjisama
- Kaoru Kamiya (薫), bohaterka mangi i anime Rurōni Kenshin
- Kaoru Kiryū (薫), bohaterka anime Futari wa Pretty Cure Splash Star
- Kaoru Kishimoto (薫), bohater mangi i anime Hikaru no go
- Kaoru Koganei (薰), bohater serii Flame of Recca
- Kaoru Matsubara (かおる), jedna z głównych bohaterek Demashita! Powerpuff Girls Z
- Kaoru Saionji (郁), bohater serii Gakuen Heaven
- Kaoru Utsumi (薫), główna bohaterka TV dramy Galileo
- Kaoru Nishimi (薫), główny bohater mangi i anime Sakamichi no Apollon